# Комедія інтриги

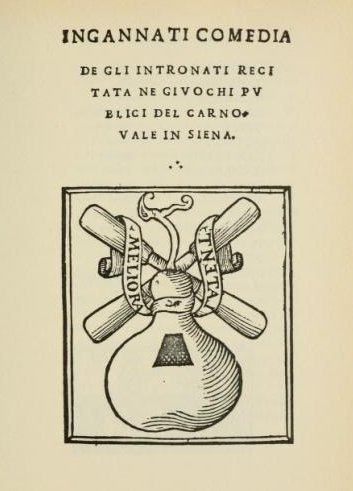
Обкладинка до італійської комедії інтриг "Обдурені" (італ. Gl'ingannati, 1531).

Комедія інтриги - театральний жанр, який має на меті зацікавити і розважити великою кількістю і різноманітністю дій і поворотів. Інтригуюча комедія складається з трьох актів, в яких одна подія чергується за іншою. Персонажі зазвичай стереотипні. Домінує ситуативний комізм. 
У своїх "Спостереженнях над комедією і генієм Мольєра" (фр. Observations sur la comédie et sur le génie de Molière) Луїджі Ріккобоні протиставляє комедію характерів, яку практикував Мольєр, комедії сюжету. В останній, яка є класичною моделлю, рекомендованою Арістотелем у його "Поетиці", на першому місці стоїть дія, яка розкриває цінність персонажів. 
Комедія інтриги є одним із найдавніших театральних жанрів, заснованим на курйозних ситуаціях у різних місцях. Комедія положень була одним із провідних жанрів у творчості Шекспіра, Мольєра, Бернарда Шоу. 
У 18 столітті комедія інтриги набула сатиричного забарвлення у протестному дусі Просвітництва і запропонувала соціальну та політичну критику. 